# Споменик природе Тиса у Пожешкој улици
Споменик природе „Тиса у Пожешкој улици” је природни ботанички споменик треће категорије заштићених природних добара Републике Србије.

## Основне карактеристике
Заштићено стабло тисе се налази у Београду, на Бановом брду, у Пожешкој улици бр. 28, у дворишту обданишта „Св. Сава“, испред старог здања предшколске установе.
Ово стабло је сађени примерак врсте Taxus baccata, која на нашем простору представља природну реткост. Декоративна вредност четинара даје посебан амбијент околини.
Заштићено стабло се налази на травнатој површини, крај бетонског плочника испред старог здања вртића, у чијој се непосредној близини налази новосаграђена зграда. Уз заштићено стабло се налази жбунаста форма тисе која је такође уживала статус споменика природе до ревизије. До круне заштићене тисе досежу гране дулгазије, а у близини има више врста четинара.
У непосредној близини заштићеног стабла је биста Првоборца из 1943. године, Драгана Маузера, по коме је вртић носио ранији назив.
| Висина стабла              | 11m    |
| Обим дебла                 | 1,18m  |
| Пречник круне              | 11,45m |
| Пречник дебла              | 0,37m  |
| Висина дебла до прве гране | 1,55m  |

## Природне карактеристике
Тиса (Taxus baccata L.) је зимзелена четинарска врста дрвета која достиже висину до 20m. Достиже врло велику старост, преко хиљаду година и велику дебљину коре, око једног метра.
Код нас се Тиса углавном јавља у региону букових и буково-јелових шума у виду појединачних ниских стабала. Има је на Штрпцу код Ђердапа, Тари, Проклетијама, Мокрој планини, Шар-планини. Тиса спада у ред дрвенастих врста које подносе јако засењавање а као одрасло стабло подноси и јаку светлост.
Кора на одраслом дрвету подсећа на платан; црвенкасто смеђи перидерм отпада у љуспама. Корен јој је доста разгранат. Круна је густа. Гране на стаблу нису у правилним пршљеновима а покривају стабло до његових ниских делоба.
Четине су спирално распоређене на гранчицама, спљоштене су слично као јелове, али су увек на врху зашиљене и са подужним ребрима на лицу и наличју.
Семе сазрева од августа а отпада од децембра. Семе је прекривено сочним меснатим омотачем црвее боје. Семе тисе посејано у јесен ниче после годину до две, а пањеви дају изданке.

## Оцена стања угрожености
У време доношења Решења о заштити стабло тисе је имало висину 8m и распон круне 4,50 х 3,00m, а 2005. године стабло има висину 11m и круну пречника 11,45m, што доказује да се у протеклом времену лепо развијало.
Стабло тисе (женски примерак) је врло лепог хабитуса кога чини здраво, право дебло са израженим, јаким и здравим приданком на површини земље. Дебло се наставља у централну осовину са које полазе моћне, густо, неправилно распоређене гране чинећи купасту круну препуну зелене масе. Унутар круне се не запажају никаква обољења нити физичка оштећења.
Утврђено је добро здравствено стање и димензије стабла тисе, она испуњава критеријуме заштићеног природног добра, плодоноси и представља изузетан генофонд своје врсте, на основу чега је одлучено да ово заштићено стабло и даље има статус Споменика природе.

## Историјат заштите
„Тиса у Пожешкој улици“ је по први пут заштићена као Споменик природе 23.03.1981. године на основу Закона о заштити природе, Решењем број 06-90/81, које је донела Скупштина општине Чукарица.

## Галерија слика
- Заштићено стабло (десно) и жбунаста форма, такође тиса (лаво) са које је скинут статус заштите
- Стара вила, сада стара зграда обданишта "Свети Сава", у чијем се дворишту налази заштићено стабло